# Яфет Н'Дорам
Яфет Н'Дорам (фр. Japhet N'Doram, нар. 27 лютого 1966, Нджамена) — чадський футболіст, який виступав на позиції нападника. Відомий за виступами у французьких клубах «Нант» і «Монако», а також у складі збірної Чаду. По закінченні виступів на футбольних полях — футбольний тренер.

## Клубна кар'єра
Народився Яфет Н'Дорам у столиці Чаду Нджамені. Розпочав грати у футбол у місцевій команді «Турбійон», і після 4 років виступів перебрався до камерунського клубу «Тоннер» зі столиці країни Яунде. За цю команду чадський нападник виступав протягом двох років, був одним із кращих бомбардирів команди, відзначившись за ці два роки 33 забитими м'ячами у чемпіонаті країни. У складі команди став чемпіоном та володарем Кубка Камеруну. У 1990 році перебрався до французького клубу «Нант» з однойменного міста. Досить швидко Н'Дорам здобув місце в основі «канарок», які поступово піднімалися по сходинках турнірної таблиці, і в сезоні 1994—1995 років чадський нападник разом із командою здобув титул чемпіона Франції. Наступного сезону Н'Дорам разом із клубом дебютував у Лізі чемпіонів, де «Нант» дійшов до чвертьфіналу, в якому за сумою двох матчів поступився туринському «Ювентусу». Яфет Н'Дорам грав у складі «Нанта» до кінця сезону 1996—1997 років, усього зігравши за клуб 192 матчі, в яких він відзначився 72 забитими м'ячами. У сезоні 1997—1998 років чадський форвард грав у складі клубу Ліги 1 «Монако», проте зіграв лише 13 матчів, і після закінчення сезону завершив виступи на футбольних полях.

## Виступи за збірну
У 1989 році Яфет Н'Дорам дебютував у складі збірної Чаду. У збірній він грав до 1997 року, всього зігравши 36 матчів, у яких забив 13 м'ячів.

## Кар'єра тренера
У 2005 році Яфет Н'Дорам став спортивним директором клубу «Нант», замінивши на цьому посту Робера Будзинського. На початку 2007 році Н'Дорам став головним тренером «Нанта», залишив свій пост у липні цього ж року, після того, як команда вибула з Ліги 1.

## Особисте життя
Син Яфета Н'Дорама, Кевін Н'Дорам, також є професійним футболістом, який грає в колишньому клубі батька «Монако».

## Титули і досягнення
- Чемпіон Франції (1):

«Нант»: 1994–95
- Володар Суперкубка Франції (1):

«Монако»: 1997
- Чемпіон Камеруну (1):

«Тоннер»: 1988
- Володар Кубка Камеруну (1):

«Тоннер»: 1989
- Володар Кубка Чаду (1):

«Турбійон»: 1987